# Przyłuszczyzna (przystanek kolejowy)
Przyłuszczyzna (biał. Прылутчына, ros. Прилутчина) – przystanek kolejowy w miejscowości Przyłuszczyzna, w rejonie prużańskim, w obwodzie brzeskim, na Białorusi. Leży na linii Moskwa - Mińsk - Brześć.